# Aleksandr Samokutiàiev
Aleksandr Mikhàilovitx Samokutiàiev (Александр Михайлович Самокутяев – nascut el 13 de març de 1970 a Penza / Óblast de Penza / SFSR de Rússia) és un cosmonauta rus. Samokutiàiev va servir com a enginyer de vol per a l'Estació Espacial Internacional (ISS o EEI en català) en l'estada de llarga duració de les missions de l'Expedició 27/28. També va servir com a comandant de la Soiuz TMA-21. Va ser contractat com a cosmonauta a l'estiu de 2003.